# Isaak Jakob Schmidt
Isaak Jakob Schmidt (Rostock, 14 d'octubre de 1779 - Sant Petersburg, 27 d'agost de 
1847) fou un erudit alemany, que es destacà com a investigador dels calmucs, mongols, tibetans, i del budisme, sent conseller de l'Estat rus i membre de l'Acadèmia de Sant Petersburg.
Entre els seus nombrosos escrits cal mencionar-se:
- Investigacions en matèria d'història cultural i religiosa, política i literària dels pobles de l'Àsia central, especialment dels mogols i tibetans (Sant Petersburg, 1824);
- Gramàtica de les llengües mongoliques (Sant Petersburg, 1831);
- Diccionari mogòlicorrusoalemany (Sant Petersburg, 1835);
- Les gestes de Vogda-Gesser Kan (Sant Petersburg, 1836);
- Gramàtica de la llengua tibetana (Sant Petersburg, 1839);
- Diccionari tibetà-alemany (Sant Petersburg, 1841);
- El blanc i el neci, text tibetà i traducció (Sant Petersburg, 1843).

A més, va fer, una edició amb traducció i notes dels 1662 poemes dels mogols i de la casa dels prínceps regnants (Sant Petersburg, 1835) i una traducció de la Gramàtica de la llengua tibetana, de Sándor Kőrösi Csoma (Calcuta, 1843).
Entre els seus alumnes, curiosament va tenir el que després seria un gran músic, l'alemany Goldschmidt (1829-1907).